# Piedrazo
Dans l'État de Oaxaca, au Mexique, le piedrazo est un pain trempé dans le vinaigre. L'origine de cette recette est méconnue mais, selon une théorie répandue, elle serait une réponse à l'accumulation de pain rassis après la célébration du Jour des morts. Le piedrazo se prépare à partir d'un pain blanc appelé pan bazo (es) trempé dans un tepache fermenté.

## Préparation
Le vinaigre utilisé dans la recette du piedrazo n'est ni un classique vinaigre de vin, ni un vinaigre de cidre mais est élaboré à partir d'un tepache à base de piloncillo et d'épices auquel a été ajouté du zeste d'ananas pour faciliter sa fermentation. Le mélange est laissé au repos une trentaine de jours jusqu'à ce que l'éthanol se soit changé en acide acétique.
On ajoute ensuite du piment, de l'oignon et des herbes aromatiques à la préparation qui est laissée reposer trois jours supplémentaires pour s'imprégner de toutes les saveurs.

## Culture
Le piedrazo est un élément de la cuisine de rue d'Oaxaca. Il est souvent vendu à la sortie des écoles. Le pain est trempé dans le vinaigre à la demande du client et servi avec des pommes de terre, des carottes ou du quesillo.